# Анвар (сеть розничной торговли)
«Анва́р» — казахстанская компания-ретейлер и одноимённая сеть супермаркетов и магазинов оптовой торговли в 6 областных центрах и столице Казахстана.
Первый магазин сети «Анвар» был открыт в 1993 году в городе Актобе на пересечении улицы М. Оспанова и проспекта Абилкайыр хана. В различных районах Актобе на сегодняшний день расположено свыше десятка супермаркетов, несколько оптовых магазинов и 1 гипермаркет «Анвар». Также магазины и супермаркеты «Анвар» имеются в городах Астана, Атырау, Кызылорда, Караганда, Костанай, Актау и Уральск. Оптовые магазины «Анвар» обеспечивают продукцией большую часть (90 %) торговых точек города и Актюбинской области. Торговый оборот компании в 2015 году составил 49,6 млрд казахстанских тенге (около 267 млн долларов США по тогдашнему курсу обмена валют).
Головной офис сети расположен в Актобе. Основатель компании и генеральный директор — Талгат Маратович Салфиков (род. 1 ноября 1962) — депутат Актюбинского областного маслихата, член постоянной комиссии маслихата по экономике, финансам и бюджету.
ТОО «Анвар» заняло 1-е место в республиканском конкурсе «Сауда Үздігі» (2014) в номинации «Лучшее предприятие розничной торговли». В том же году руководитель «Анвара» Андрей Текебаев был удостоен звания «Лучший руководитель года» Ассоциацией торговых предприятий Казахстана.

## Критика
В 2009 году в отношении торговой сети «Анвар» было возбуждено административное дело по причине «недобросовестной конкуренции, выразившейся в навязывании поставщику (ТОО „Фриком“) обязательств сдавать товар по индивидуальным ценам, которые должны быть ниже цен, действующих для других организаций».
В 2011 году при проверке одного из супермаркетов «Анвар», тогдашним акимом города Архимедом Мухамбетовым, было сделано замечание по поводу отсутствия выбора мясной продукции и завышенных цен на топлёное молоко, превышавших среднюю стоимость на 30 тенге.
В 2014 году прокуратура Актюбинской области провела проверку в производственном цеху сети «Анвар» в районе Заречный-3, в котором выпекали хлеб и изготавливали салаты и торты, где были обнаружены многочисленные нарушения — цех находился в неудовлетворительном состоянии, работники не были полностью обеспечены униформой, отсутствовали условия для мытья рук и рабочего инвентаря. Также у торговой сети «Анвар» имелся цех по посолу сельди, работавший без соответствующего разрешения. Решением суда деятельность цехов была остановлена. Кроме того, проверка трёх супермаркетов «Анвар» выявила хранение товаров в ненадлежащем виде (на полу, без поддонов), были обнаружены просроченные товары, некоторые работники не имели медицинских книжек, а часть товаров продавалась без этикеток на государственном и русском языках.
В августе 2016 года Департамент комитета техрегулирования и метрологии Актюбинской области при проверке фасованных товаров, продающихся в супермаркетах «Анвар», обнаружил недовес в нескольких продуктах (разница 10—15 г). По этой причине торговая сеть была оштрафована на 424,2 тыс. тенге.
В конце 2016 года Комитет по регулированию естественных монополий и защите конкуренции МНЭ РК обнаружил факты ценового сговора среди производителей хлеба и реализаторов сахара в Актобе. Среди участников ценового сговора оказалось ТОО «Анвар», которое может быть оштрафовано на 2 млн тенге за необоснованное повышение цен на сахар.

## Аффилированность со СМИ
Актюбинские газеты «Актобе Таймс» и «Керек.info» принадлежат ТОО «FEST», учредителями которых являются ОЮЛ «Ассоциация по защите прав предпринимателей» и ТОО «Анвар».

## Список супермаркетов и магазинов
| Название                  | Тип                         | Город     | Адрес                                            |
| ------------------------- | --------------------------- | --------- | ------------------------------------------------ |
| «Анвар» Береке            | мелкооптовый магазин        | Актобе    | пр. А. Молдагуловой, 41                          |
| «Анвар» Победа            | супермаркет                 | Актобе    | пр. Победы, 24                                   |
| «Анвар» Галия             | супермаркет                 | Актобе    | ул. Ломоносова, 1                                |
| «Анвар» Кадияр            | супермаркет                 | Актобе    | ул. Есет батыра, 109                             |
| «Анвар» Дан+              | супермаркет                 | Актобе    | ул. Бр. Жубановых, 281                           |
| «Анвар» Авиагородок       | супермаркет                 | Актобе    | Авиагородок, дом 17а                             |
| «Анвар» Виктор            | супермаркет                 | Актобе    | 11 мкр., дом 44а                                 |
| «Анвар» Виктор (оптовый)  | оптовый магазин             | Актобе    | пер. Дальный, 101                                |
| «Анвар» Океан             | супермаркет                 | Актобе    | пр. Абилкайыр хана, 49                           |
| «Анвар» Сазда             | супермаркет                 | Актобе    | пр. Абилкайыр хана, 80                           |
| «Анвар» Алматы            | мелкооптовый магазин        | Актобе    | пр. Санкибай батыра, 101а                        |
| «Анвар» Восход            | супермаркет                 | Актобе    | ул. Шернияза, 53                                 |
| «Анвар» Бутя              | супермаркет                 | Актобе    | пр. Абилкайыр хана, 73                           |
| «Анвар» Бутя-строительный | строительный супермаркет    | Актобе    | пр. Абилкайыр хана, 73                           |
| «Анвар» Октябрьский       | супермаркет                 | Актобе    | пр. Абая, 15                                     |
| «Анвар» Мега              | супермаркет                 | Актобе    | ул. Маметовой, 4                                 |
| «Анвар» Рынок             | мелкооптовый магазин        | Актобе    | ул. Патоличева, 2                                |
| «Анвар» гипермаркет       | гипермаркет                 | Актобе    | ул. Нокина, 34б                                  |
| «Анвар» Скулкина          | супермаркет                 | Актобе    | ул. Шамши Калдаякова (бывш. Скулкина), 21а       |
| «Анвар» Чекалина          | супермаркет                 | Актобе    | ул. Чекалина, 32                                 |
| «Анвар» Арман             | супермаркет                 | Актобе    | ул. Турара Рыскулова, 59е                        |
| «Анвар» Нур-сити          | супермаркет                 | Актобе    | мкр. Нур Актобе, участок 4г                      |
| «Анвар» ЦОМ               | оптовый магазин             | Актобе    | ул. 30 лет Казахстана, 40                        |
| «Анвар» Гарнизон          | оптовый магазин             | Актобе    | ул. Жанши Досмухамед-улы (бывш. Гарнизонная), 57 |
| «Анвар» Ишим              | супермаркет                 | Астана    | ул. Алматы, 5                                    |
| «Анвар» Магистральный     | супермаркет                 | Астана    | пр. Б. Момышулы, 8                               |
| «Анвар» Соффиевский       | оптовый продуктовый магазин | Астана    | шоссе Алаш, 37                                   |
| «Анвар» Алем              | супермаркет                 | Уральск   | ул. Молдагуловой, 26                             |
| «Анвар» Байтерек          | супермаркет                 | Уральск   | пр. Абулхаир-хана, 78/3                          |
| «Анвар» Казбек            | оптовый супермаркет         | Караганда | ул. Космонавтов, 6                               |
| «Анвар» Адил              | мелкооптовый магазин        | Кызылорда | мкр. Акмечеть, 25                                |
| «Анвар» Мерей             | супермаркет                 | Атырау    | 2-й микрорайон, д. 11, блок 6                    |
| «Анвар» Датова            | супермаркет                 | Атырау    | ул. Сырыма Датова, 46                            |
| «Анвар» Ажар              | супермаркет                 | Атырау    | ул. Сатпаева, 14                                 |
| «Анвар» Акторе            | супермаркет                 | Актау     | мкр. Шыгыс-2, 250                                |